# Xerophaeus matroosbergensis
Xerophaeus matroosbergensis är en spindelart som beskrevs av Tucker 1923. Xerophaeus matroosbergensis ingår i släktet Xerophaeus och familjen plattbuksspindlar. Inga underarter finns listade i Catalogue of Life.